# Lista över spelkonsoler
Innehåll: 1 A B C D E F G H I J K L M N O P Q R S T U V W X Y Z

## 1
- 3DO

## A
- Action Max
- Adventurevision
- Amiga CD32
- Amstrad GX-4000
- Apple Pippin
- Arcadia 2001
- Atari 2600
- Atari 2600 Jr
- Atari 5200
- Atari 7800
- Atari Jaguar
- Atari Jaguar CD
- Atari Lynx
- Atari XEGS

## B
- Bally Astrocade

## C
- Epoch Cassettevision
- CD-i
- Coleco Telstar
- ColecoVision
- C64GS
- Creativision
- Cybiko

## E
- Entex Adventurevision

## F
- Fairchild Channel F
- Famicom
- Famicom Disk System
- FM Towns Marty

## G
- Game.com
- Game Boy
- Game Boy Advance
- Game Boy Advance SP
- Game Boy Color
- Game Boy Micro
- Game Boy Pocket
- GP32
- GP2X

## H
- Halcyon

## I
- Indrema L600
- Intellivision

## L
- Laser Active

## M
- Magnavox Odyssey
- Microvision
- MP-1000

## N
- N-Gage
- Neo Geo
- Neo Geo CD
- Neo Geo Pocket
- Neo Geo Pocket Color
- Nintendo 3DS
- Nintendo 64
- Nintendo DS
- Nintendo Entertainment System
- Nintendo Gamecube
- Nintendo Switch

## O
- Onlive

## P
- Pandora (spelkonsol)
- Phantom
- Philips Videopac G7000
- Pico (spelkonsol)
- Playdia
- Playstation
- Playstation 2
- Playstation 3
- Playstation 4
- Playstation 5
- Playstation Portable
- Playstation Vita
- Pong

## R
- RCA Studio II
- R-Zone

## S
- Sega 32X
- Sega Dreamcast
- Sega Game Gear
- Sega Mark III
- Sega Master System
- Sega Master System II
- Sega Mega Drive
- Sega Mega Drive II
- Sega Mega Drive 3
- Sega Multi-Mega
- Sega Neptune
- Sega Nomad
- Sega Saturn
- Sega SG-1000
- Super Nintendo Entertainment System
- Super Vision
- Swancrystal

## T
- Telstar Arcade
- Turbo Express
- Turbografx-16

## V
- Vectrex
- Virtual boy

## W
- Wii
- Wii U
- Wonderswan
- Wonderswan Color

## X
- Xbox
- Xbox 360
- Xbox One
- Xbox Series X
- Xbox Series S
- X'eye
- XGP
- XGP-MIni
- XGP-Kids